# Neolophonotus truncatus
Neolophonotus truncatus là một loài ruồi trong họ Asilidae. Neolophonotus truncatus được Londt miêu tả năm 1985. Loài này phân bố ở vùng nhiệt đới châu Phi.